# Hoofdluis
De hoofdluis (Pediculus humanus capitis) is een zeer klein insect dat behoort tot de dierluizen of Phthiraptera. Het is een van de bekendste insecten die parasitair leeft van bloed van de mens en tevens een van de wijdst verspreide soorten. De hoofdluis wordt gezien als een plaaginsect. De medische term voor de aandoening veroorzaakt door deze luis heet pediculosis capitis of pediculose. De luis houdt zich op in het hoofdhaar dicht bij de huid en leeft van het bloed dat wordt opgezogen door de zuigende steeksnuit. De hoofdluis is niet gevaarlijk en kan geen ziektes overbrengen. De hoofdluis veroorzaakt een irritante jeuk aan de hoofdhuid als gevolg van een allergische reactie van de huid op het speeksel van de luis.
Hoofdluis kan, net als de aarsmade, gemakkelijk overgaan van mens op mens, vooral door direct haar-op-haarcontact tussen kleine kinderen. De aanwezigheid van hoofdluis is geenszins het gevolg van alleen een onhygiënische levenswijze en heeft zelfs een voorkeur voor schoon en gewassen haar.
In het verleden was de hoofdluis onder de bevolking een normale verschijning maar in de meeste westerse landen is de luis tegenwoordig relatief zeldzaam. De hoofdluis is, net als andere op de mens parasiterende dieren, een cultuurvolger die wereldwijd voorkomt. De hoofdluis wordt gemakkelijk verward met de kleerluis, deze laatste kan gevaarlijke ziektes overbrengen.

## Kenmerken

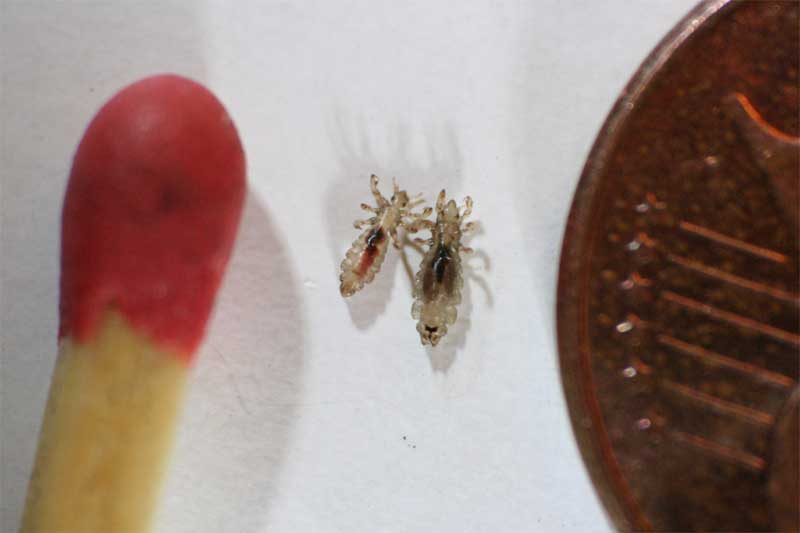
Hoofdluizen tussen een lucifer en een 1-eurocentmunt

De hoofdluis is een klein, ongevleugeld insect dat een lengte bereikt van 2,5 tot 3 millimeter. De kleur is bruin tot grijs, de luis is enigszins doorzichtig en soms is de rode kleur van het opgezogen bloed te zien. De kleur van de luis hangt enigszins samen met het pigment in het haar van zijn gastheer. Het achterlijf is goed te onderscheiden van de voorzijde doordat het verdikt en duidelijk gesegmenteerd is en enigszins peer-vormig. De kop bevat twee zeer kleine ogen waarmee de luis nauwelijks iets kan zien en alleen verschillen tussen dag en nacht kan waarnemen. Op de kop zijn tevens twee gelede antennes aanwezig, die uit vijf leden bestaan. De zuigbuis van de luis wordt wel proboscis genoemd, wordt in rust ingetrokken en is dan niet te zien. De buis bestaat uit verschillende met elkaar vergroeide monddelen, zo vormt de hypopharinx of binnenlip het bovenste voedselkanaal, de onderste delen zijn ontstaan uit de onderlip of labium. In het midden bevindt zich het speekselkanaal. De voorzijde van de buis is voorzien van zaagachtige tandjes, waarmee de huid van de gastheer wordt opengezaagd.
Aan de voorzijde van het lichaam zijn de drie paar poten aanwezig, die morfologisch sterk op elkaar lijken. Alle poten eindigen in goed ontwikkelde grijpklauwtjes die zeer geschikt zijn om zich vast te klampen aan menselijke haren die niet al te dik zijn. De vrouwtjes zijn meestal iets groter dan de mannetjes, vooral als ze eitjes dragen. De luis heeft door de gebogen poten een enigszins krabachtig uiterlijk. De verschillende nimfstadia zijn moeilijk uit elkaar te houden en verschillen vooral in grootte. Net als de ouderdieren hebben de nimfen direct zes poten, antennes en ogen.
Neten zijn de eitjes van de hoofdluis en zijn grijs-wit van kleur. Ze kunnen erg lijken op roos. Waar roos los in het haar zit, zitten de neten stevig vastgeplakt aan het haar. De eitjes zijn 1 mm groot en bevinden zich op 3–4 mm van de hoofdhuid.

## Levenswijze
De hoofdluis voedt zich uitsluitend met menselijk bloed, gemiddeld 3 tot 6 keer per dag. De hoofdluis is gevoelig voor een tekort aan voedsel. Hoofdluizen kunnen tussen 8-24 uur overleven zonder voedsel en warmte, anders drogen ze uit en sterven ze.
Bij het zuigen brengt de luis zijn zuigende monddelen in de huid en zuigt een hoeveelheid bloed op. Voor het bloed zuigen begint wordt eerst een beetje speeksel gebracht, dat een stollingsremmende werking heeft. Doordat het bloed niet stolt kan de luis blijven zuigen. Er worden per keer zeer kleine hoeveelheden opgezogen, waarbij de vrouwtjes aanzienlijk meer bloed nodig hebben omdat ze de eitjes moeten ontwikkelen. Toch komen de klachten van de luis niet voort uit het bloed zuigen zelf, maar van de vele bijtgaatjes die worden aangebracht die voor hevige jeuk zorgen.
De favoriete plaatsen van de hoofdluis zijn de donkerste delen van de schedel. Hoofdluizen hebben een hekel aan licht al kan deze eigenschap niet worden ingezet bij de bestrijding van de luis. Hoofdluizen bevinden zich het vaakst achter de oren, omdat het hier relatief warm en vochtig is. De omgevingstemperatuur komt zeer nauw; als het te koel of te warm wordt sterven de luizen spoedig. Indien een gastheer koorts heeft, zullen de luizen het lichaam verlaten en ook als de dood bij de gastheer intreedt gaan de luizen op zoek naar een warme plek.
Van de hoofdluis is beschreven dat meisjes gemakkelijker worden besmet vanwege het relatief langere haar. Dit kan ook verklaard worden doordat besmetting vooral plaatsvindt door direct haar-haarcontact. Ook is bekend dat mensen met kroeshaar minder snel besmet raken vanwege het krullerige haartype, waar hoofdluizen een hekel aan blijken te hebben. Ander onderzoek meldt dat luizen in Europa zich hebben aangepast aan het ovale haar van blonde mensen, terwijl luizen in bijvoorbeeld Afrika pootjes hebben die zich beter hechten aan het plattere kroeshaar. Hierdoor krijgen mensen met kroeshaar in Europa minder snel luizen, omdat ze zich niet goed aan de haren kunnen hechten.

## Voortplanting

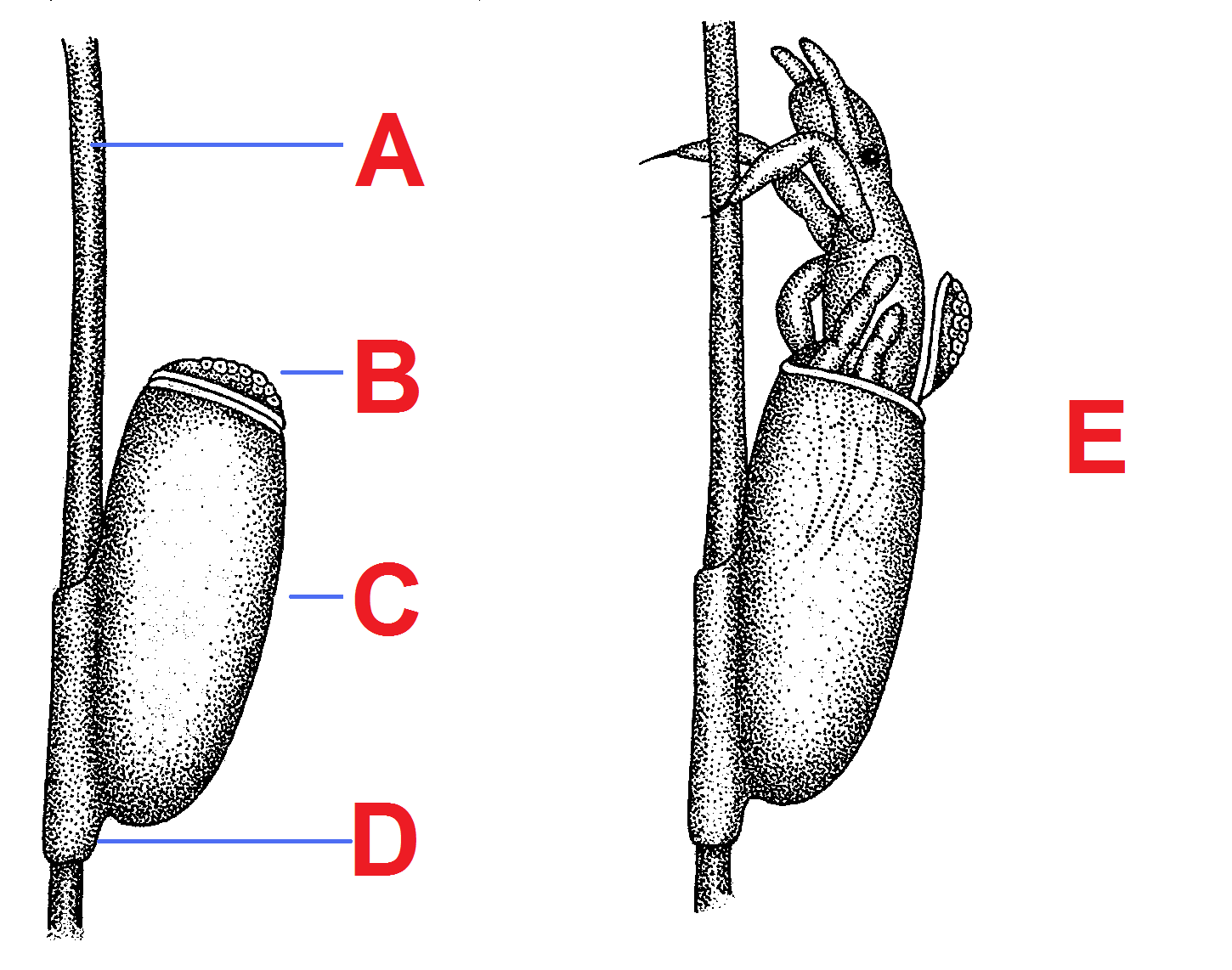
De verschillende onderdelen van het ei

De hoofdluis begint zijn leven als ei, de eitjes van mensenluizen worden wel neten genoemd. Het ei wordt tegen een haar (A) geplakt. Wat opvalt als men een ei onder de microscoop bekijkt, is het duidelijk zichtbare 'klepje' aan de bovenzijde, dat het operculum wordt genoemd (B). Het ei zelf (C) is tonvormig en is met een kitstof (D) tegen de haar geplakt. Uit het klepje aan de bovenzijde sluipt de nimf naar buiten als de embryonale ontwikkeling is voltooid (E). Aanvankelijk zijn de neten doorzichtig en zitten ze vast aan een haarschacht dicht bij de huid. Het zich ontwikkelende embryo is vaak met een loep te herkennen aan een donkere vlek aan iedere zijde, dit zijn de ogen van de luis.
De eitjes worden een voor een vastgeplakt aan de basis van een haar, enkele millimeters boven de hoofdhuid. Hier is de temperatuur niet alleen verhoogd door de doorbloeding van de huid maar de neet wordt tevens goed geïsoleerd door het haar. Ieder ei wordt met een lijmachtig goedje tegen een haarspriet gemetseld. Deze kitstof hardt snel uit en is niet in water oplosbaar en ook niet met zeep te verwijderen. Na zeven tot tien dagen komen ze uit. Deze zogenaamde incubatietijd is vrijwel altijd gelijk omdat de omgevingstemperatuur door de nabijheid van de hoofdhuid relatief hoog is en daarnaast vrij stabiel door de goede isolatie van het haar. Omdat het ei in de lengte tegen de haar wordt geplakt, en altijd met de zijde die correspondeert met de buikzijde van de uit te sluipen nimf, kan deze zodra het ei verlaten wordt direct tegen de haarschacht omhoog lopen.

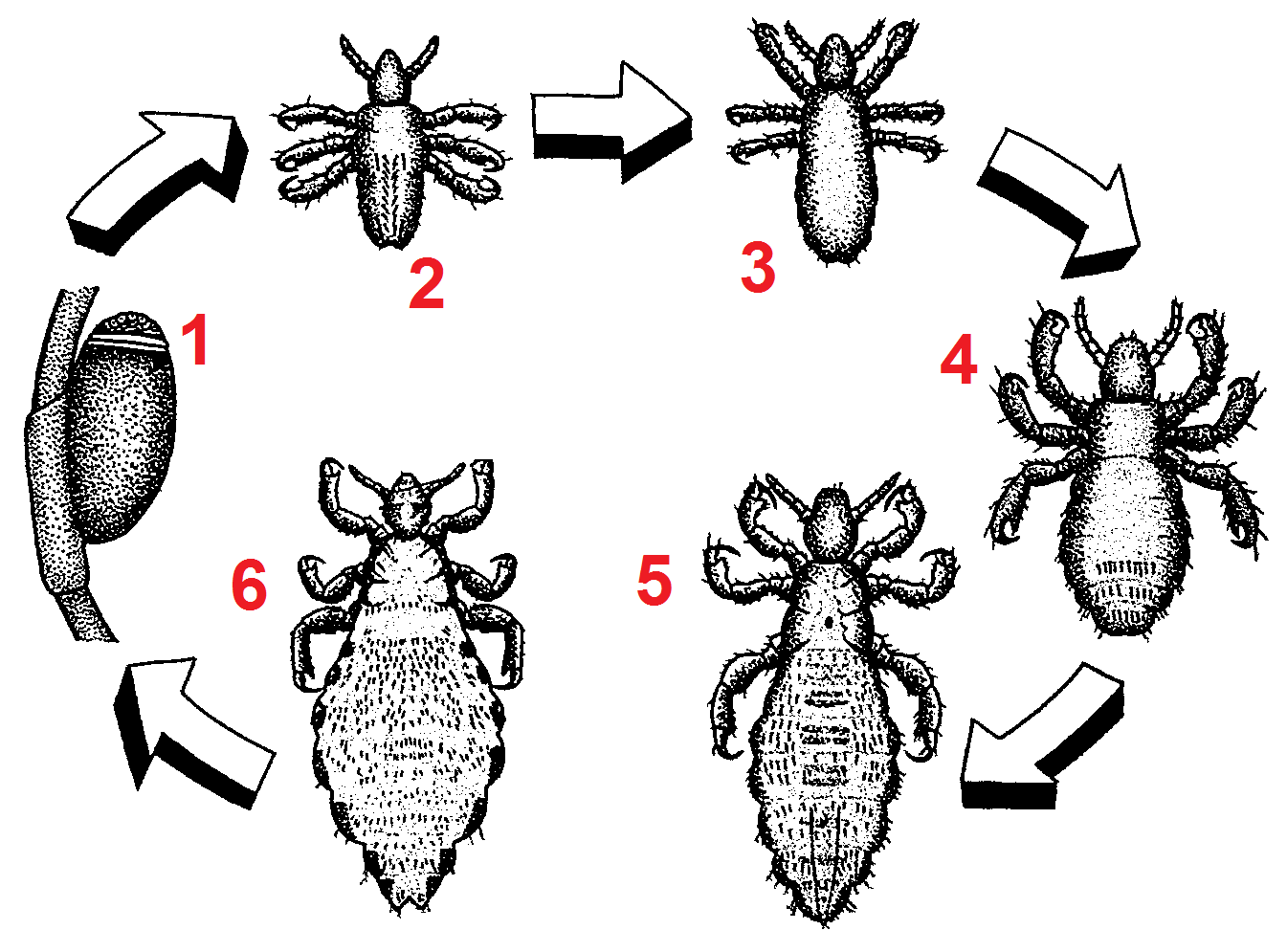
De verschillende stadia van de hoofdluis

Als het ei (1) uitkomt, komt de nimf tevoorschijn, deze lijkt al sterk op het volwassen dier maar is veel kleiner. De nimfen zijn slechts 1 mm groot en zeer moeilijk te zien. Na 7 tot 10 dagen worden de drie juveniele stadia doorlopen en is de luis volwassen. De jonge nimfen (2) zuigen net als hun ouders bloed en vervellen waarna het tweede nimfstadium aanbreekt (3) en de nimf nogmaals vervelt. Na het derde nimfstadium (4) vervelt de nimf voor de laatste keer en is vanaf dan volwassen. Pas dan is te zien of het een mannetje (5) of een vrouwtje (6) is.
De mannetjes zoeken de vrouwtjes op voor de paring. Tijdens de paring bevindt het mannetje zich onderop en krult zijn achterlijf omhoog om het vrouwtje te bevruchten. Het mannetje houdt haar vast met speciale haakjes aan zijn eerste potenpaar, die precies in gleufjes in het derde potenpaar van het vrouwtje passen. Zo verankeren ze zich terwijl de bevruchting plaatsvindt.
Het vrouwtje zet zodra de paring heeft plaatsgevonden dagelijks 7 tot 10 neten af op het haar. Een vrouwtje kan gedurende haar leven zo'n 80 tot 100 eitjes afzetten. Tijdens de ontwikkeling van de luis kan er van alles misgaan. Sommige eitjes bijvoorbeeld zijn niet levensvatbaar en komen niet uit. Ook kan er iets mis gaan bij het verlaten van het ei waarbij de nimf sterft. Ook de vervelling kan mislukken waardoor de luis sterft, dit vindt met name plaats als het te droog is. Hoofdluizen leven eenmaal volwassen ongeveer een maand.
De hoofdluis vermenigvuldigt zich onder ideale omstandigheden razendsnel en is zeer besmettelijk. Door de korte levenscyclus en het relatief grote aantal nakomelingen kan een enkel vrouwtje in theorie een mens binnen korte tijd volledig bedekken. In de praktijk is het aantal luizen betrekkelijk klein, ongeveer 20 luizen per besmet persoon, maar er kunnen grote hoeveelheden neten aanwezig zijn.

## De hoofdluis en de mens

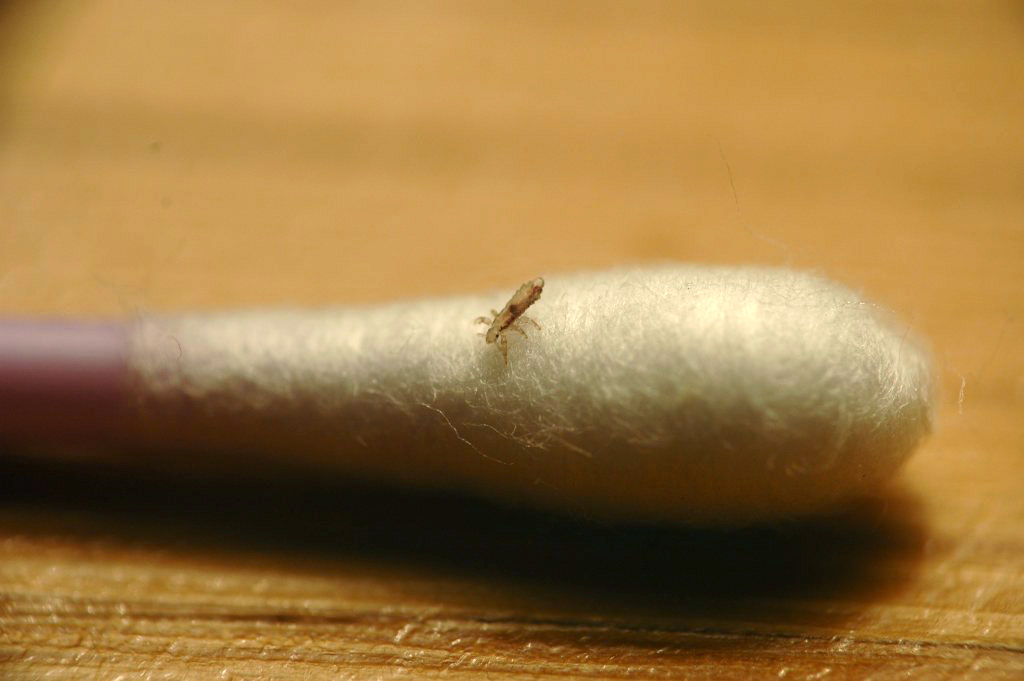
Hoofdluizen zijn zeer klein maar wel zichtbaar met het blote oog

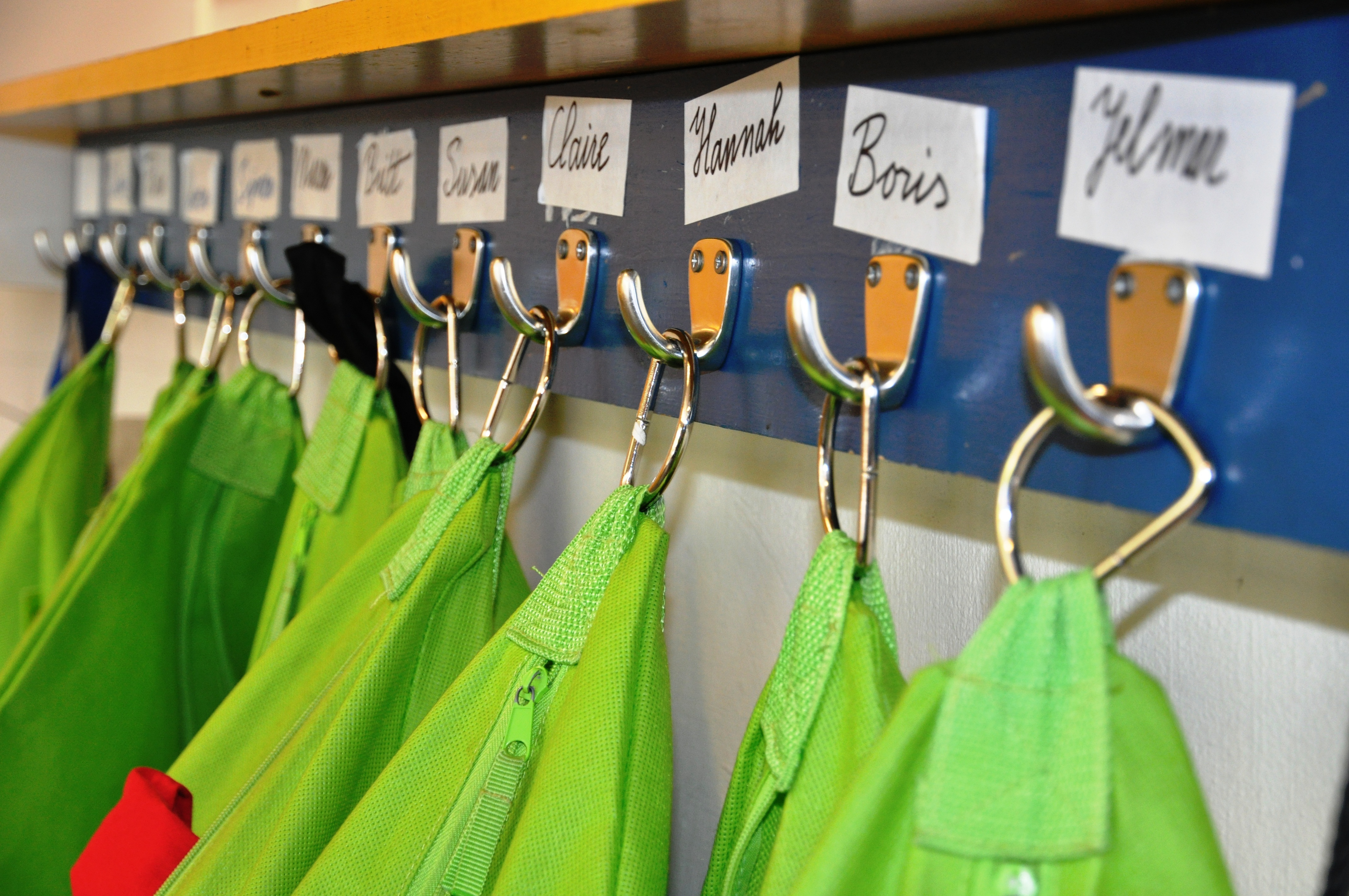
Luizencapes aan een kapstok in een basisschool

De mensenluis waartoe de kleer- en hoofdluis behoren, leeft al zeer lang samen met de mens. Een analyse van het DNA van de verschillende soorten luizen suggereert dat de voorouder van de mensenluis 770.000 jaar geleden ontstond. De kleerluis ontstond volgens wetenschappers ongeveer 107.000 jaar geleden, toen mensen meer kleding gingen dragen.
Een besmetting met luizen als de hoofdluis wordt door veel mensen als een taboe gezien. In de praktijk kan iedereen met de luis besmet worden en heeft dit niets met een onhygiënische of armoedige levenswijze te maken. De hoofdluis voelt zich zelfs beter thuis in schoon haar dan in ongewassen, vet haar. Hoewel hoofdluizen geen ziektes overbrengen kunnen ze soms secundaire infecties veroorzaken doordat bijvoorbeeld de beetwondjes gaan ontsteken. De kans hierop wordt sterk vergroot als aan de wondjes wordt gekrabd. Indien men blijft krabben, kan wild vlees ontstaan op de hoofdhuid, wat kan resulteren in zogenaamde Poolse vlecht (plica polonica). Ook kan de schimmel Achorion schönleini worden overgebracht, die de veroorzaker is van hoofdpijn.
Er is erg weinig bekend over het voorkomen van hoofdluis in Nederland. Van 1993 tot 1998 werden op een school in Wageningen circa 360 kinderen maandelijks gecontroleerd op hoofdluis. Gemiddeld had per screening 0,65% van de kinderen hoofdluis, met sterke fluctuaties door het jaar heen. Bij de nationale campagne van Landelijke Steunpunt Hoofdluis op 3 maart 2010 werden bij 30 van de 140 (21,4%) deelnemende scholen, luizen of neten gevonden. In totaal werd slechts 0,2% van het totaal aantal gescreende leerlingen positief bevonden (98 van 37.518 leerlingen) met gemiddeld 2 luizen en 1 neet. Het Landelijk Steunpunt Hoofdluis stelt dat jaarlijks ongeveer 240.000 kinderen op de basisschool te maken krijgen met luizen. Dit wil zeggen dat 15% van alle kinderen tussen 4-12 jaar besmet worden met hoofdluis.
Besmetting vindt voornamelijk plaats door direct haar-haarcontact. Basisscholen, peuterspeelzalen, en kinderdagverblijven zijn dan ook een notoire plek voor besmettingen vanwege de vele fysieke contacten tussen kinderen. Scholen zijn niet per definitie de besmettingsbron, ook op kantoor, bij het sporten of onder andere omstandigheden kan een besmetting plaatsvinden.
Het voorkomen van een besmetting van de hoofdluis kan men in principe niet, aangezien de hoofdluis zich op de meest onverwachte plaatsen kan bevinden. Ook kan men niet immuun zijn of worden voor de hoofdluis, de luis kan zich steeds opnieuw blijven manifesteren. Het overgaan van de luizen via besmette kleding is mogelijk. Dit is echter onwaarschijnlijk omdat besmetting vooral plaatsvindt door direct haar-op-haarcontact. Het is niet wetenschappelijk bewezen dat luizencapes bijdragen aan het voorkomen van hoofdluis.. Regelmatige controle van de huisleden op hoofdluis heeft weinig zin, omdat de luis al kort na de besmetting tot jeuk op het hoofd leidt en dus snel na besmetting opgemerkt wordt.
Alvorens over te gaan op behandeling moet eerst worden vastgesteld of er daadwerkelijk luizen en/of neten aanwezig zijn en het niet gaat om bijvoorbeeld roos of druppeltjes haarlak. Een voorbeeld zijn de vervellingshuidjes van de nimfen, die niet blijven plakken maar doen denken aan huidschilfers. De neten daarentegen blijven stevig vastplakken aan de haren en komen niet los. Het is bij het aantreffen van alleen neten belangrijk om vast te stellen of ze vol zijn of leeg. Omdat de neten altijd enkele millimeters van de huid worden afgezet, zijn neten die hoger in de haarschacht worden aangetroffen al ouder. Eitjes die op een hoogte van enkele centimeters zitten zijn altijd lege of afgestorven neten. De hoofdluis is wat dit betreft zeer nauwkeurig; als een ei te ver van de huid wordt afgezet is de ontwikkelingstemperatuur te laag en zal het niet uitkomen.
Het vaststellen van een mogelijke besmetting met de hoofdluis kan plaatsvinden door het haar uit te kammen en het residu te bekijken. Hoofdluizen zijn kleine, bleke en vrij langwerpige diertjes met een verdikt achterlijf. Door een gaasje over de kam te doen, of te kammen boven een wit laken of wit stuk papier, zijn de luizen makkelijk te zien. Door het haar nat te maken of met wat crèmespoeling glad te maken kan voorkomen worden dat luizen tijdens het kammen overlopen op reeds gekamde plukken haar. Indien het vaststaat dat men met hoofdluis is besmet is behandeling noodzakelijk om de luis volledig uit te roeien omdat deze zich anders zal blijven manifesteren.

### Bestrijding

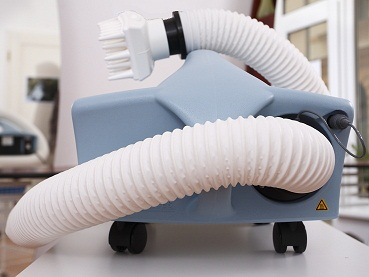
Een apparaat dat hete lucht door het haar blaast

Al in vroeger tijden werden luizen bestreden door ze handmatig uit het haar te verwijderen - het zogenaamde luizen. Hoofdluis wordt ook tegenwoordig meestal bestreden door ze handmatig te verwijderen middels kammen met een fijntandige luizenkam. Ook kunnen antihoofdluismiddelen worden gebruikt. Een nieuwe methode is de luizen uitdrogen door warme lucht door het haar te blazen. Dit zou zelfs de neten doden. Ook kunnen bestrijdingsmiddelen worden gebruikt, maar deze worden vaak als laatste ingezet.
De hoofdluis is afhankelijk van menselijk bloed, omgevingstemperatuur en luchtvochtigheid. Vanaf het moment dat luizen van het hoofd af zijn kunnen ze enkele dagen overleven. Ze verzwakken snel waardoor een (nieuwe) besmetting onwaarschijnlijker wordt.

#### Kammen

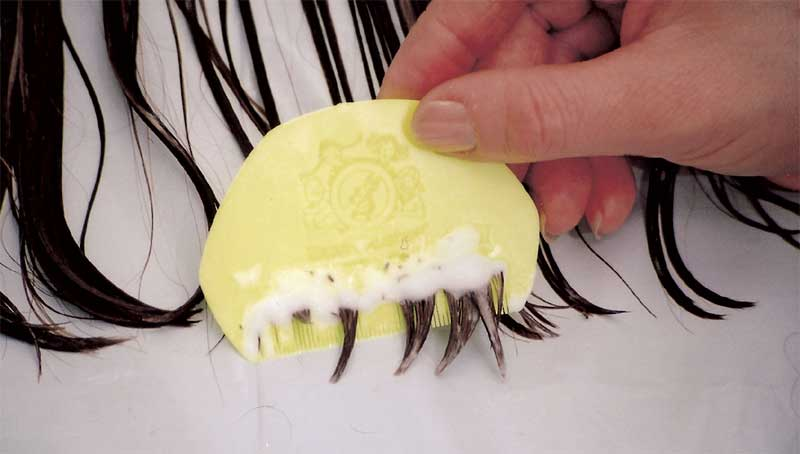
Netenkam met hoofdluizen en shampoo

Bestrijding geschiedt door uitkammen met een netenkam, eventueel in combinatie met een antihoofdluismiddel. Indien bij één gezinslid hoofdluis wordt aangetroffen, is het aan te raden voor de zekerheid alle gezinsleden te controleren. Met de slogan: Luis in je haar? Kammen maar! stelt het Rijksinstituut voor Volksgezondheid en Milieu dat de primaire behandelmethode kammen is (met speciale netenkam), onder andere vanwege het steeds meer voorkomen van resistentie tegen malathion, het meest gebruikte hoofdluisinsecticide. Het kammen van het haar is een precies werkje en geeft geen 100% zekerheid dat alle luizen en neten zijn verwijderd, maar de methode is veilig en er hoeven geen mogelijk schadelijke of irriterende chemicaliën te worden gebruikt. Producten op basis van de werkzame stof dimeticon, bevatten overigens geen pesticiden en bestrijden de luis door ze in te sluiten wat leidt tot verstikking van de luis. Permetrine en malathion vergiftigen de luis. Dimeticon wordt daarom ook aangeraden door het RIVM.
Het kammen van het haar is het effectiefst als men aan de volgende voorwaarden voldoet:
- Was het haar voor het kammen en maak het haar goed nat.
- Kam met een grove kam eerst de klitten uit het haar.
- Breng wat crèmespoeling aan in het haar en was deze voor het kammen niet uit. Hierdoor komen de luizen in het schuim terecht en kunnen ze geen reeds gekamde delen herbesmetten.
- Bescherm voor het kammen de ogen van de te behandelen persoon met een washandje.
- Kam vervolgens met een speciale netenkam het haar van tegen de schedel tot de haarpunten. Dit gaat het best als het hoofd wat naar voren wordt gebracht.
- Kam pluk voor pluk en van voor naar achter en vergeet hierbij geen delen, vooral achter de oren is een favoriete plaats.
- Veeg de kam regelmatig af en dood de luizen met azijn of alcohol of spoel ze weg in het toilet of in de wasbak.
- Let vooral op gebieden dicht op de hoofdhuid, achter de oren, in de nek, aan de bovenkant van het hoofd en haar hangend over het voorhoofd.

#### Chemische bestrijding
Indien kinderen jonger dan zes maanden, zwangere vrouwen of vrouwen die borstvoeding geven zijn besmet, dient voordat een behandeling van het haar plaatsvindt altijd een huisarts geraadpleegd te worden. Kinderen met longaandoeningen zoals astma kunnen gevoelig zijn voor sprays en van sommige middelen is een interactie met andere medicijnen bekend.
Voor de behandeling van luizen op de mens zijn speciale shampoos, lotions en sprays verkrijgbaar. Deze bevatten verschillende luis-dodende verbindingen die afhankelijk van de werkzame stof een iets andere werking hebben. Hoofdluismiddelen zijn er op basis van malathion, permetrine en dimeticon. De eerste twee zijn insecticides die als geneesmiddel geregistreerd zijn en de laatste is een onschadelijke siliconen-polymeer die een verstikkende laag rond de luis vormt en zo de waterhuishouding verstoort met de dood van de luis tot gevolg. Alle drie kunnen huidirritatie, overgevoeligheid en sensibilisatie als bijwerking hebben. Nadat de luis is verdwenen, kunnen nog enige tijd (dode) neten worden aangetroffen, die aan de haren gekit zitten. Deze moeten uit het haar gekamd worden met een fijntandige kam.
In de onderstaande tabel zijn enkele bekende bestanddelen en merknamen opgenomen. De genoemde bijwerkingen kunnen voorkomen maar dit verschilt van mens tot mens en is daarnaast sterk afhankelijk van het product en de dosering.
| Verbinding                       | Merknaam                   | Werking op insecten                                                              | Nadelen / bijwerkingen                                                                                                |
| -------------------------------- | -------------------------- | -------------------------------------------------------------------------------- | --- |
| Permetrine                       | Loxazol                    | Tast zenuwstelsel aan (verstoort het natriumionentransport in zenuwcelmembranen) | Tijdelijke verergering van de jeuk, eczeem                                                                            |
| Bioalletrine / piperonylbutoxide | Para Speciaal              | Breekt pyretrinen af, heeft een verlammende en uitputtende werking op de luis    | Rode plekken, roos, schadelijk voor lever en nieren bij hoge dosis                                                    |
| Malathion                        | Noury of Prioderm          | Tast zenuwstelsel aan                                                            | Licht ontvlambaar door toevoeging van isopropyl alcohol, gevaarlijk bij inname, onaangename geur, kans op resistentie |
| Dimeticon                        | XTLuis of Prioderm of Nyda | Vormt verstikkende laag rond de luis                                             | Licht ontvlambaar in combinatie met haar                                                                              |

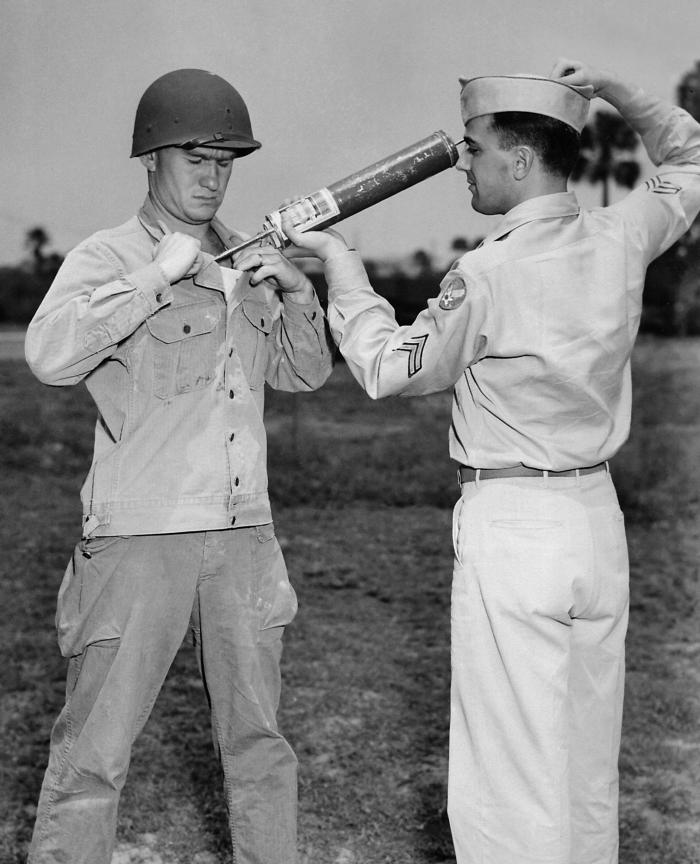
Vroeger werd DDT gebruikt om luizen en ander ongedierte te bestrijden, hier wordt een Amerikaanse soldaat in de Tweede Wereldoorlog ontsmet

De middelen zijn niet geschikt om preventief toe te passen. Geen enkel middel werkt preventief, behalve het kaalscheren van het hoofd. Preventieve producten die op de markt zijn worden niet aangeraden door het RIVM omdat er nooit aangetoond is dat het werkt. Daarnaast kan het onnodig gebruik van insecticiden zoals permetrine en malathion resistentie in de hand werken.

### Ontsmetten
In het verleden werd aangeraden om bij besmetting kleding, knuffels en beddengoed te wassen. Ook werd (en wordt) op veel scholen en kinderdagverblijven gebruikgemaakt van een speciale luizencape voor jassen om besmetting te voorkomen. In een richtlijn van de RIVM wordt dit niet meer aanbevolen, omdat besmetting vooral plaatsvindt door direct haar-op-haarcontact. Het is niet wetenschappelijk bewezen dat luizencapes bijdragen aan het voorkomen van hoofdluis.

### Plantaardige middelen
Er worden verschillende mengsels aangeboden tegen hoofdluis die voornamelijk gebaseerd zijn op plantaardige extracten of oliën. De werking van dergelijke middelen is niet aangetoond en deze middelen zijn niet als medicijn geregistreerd. Vaak zijn kruiden een onderdeel van het recept, zoals bladeren van rozemarijn en lavendel. Ook gels en oliën worden wel aangeboden ter voorkoming van een besmetting. Ook hiervan is de preventieve werking niet aangetoond.

## Taxonomie
De hoofdluis is een insect dat behoort tot de orde van de dierluizen die met een wetenschappelijk naam Phthiraptera wordt genoemd. De Nederlandse naam 'luizen' is misleidend omdat veel verschillende insecten die 'luis' worden genoemd vaak totaal niet aan elkaar verwant zijn. Voorbeelden zijn de bladluizen, de houtluizen en de luisvliegen. Zelfs sommige kreeftachtigen worden luis genoemd, een voorbeeld is de karperluis. De indeling van de hoofdluis binnen de insecten is interessant; de luis behoort tot de groep van de gevleugelde insecten (Pterygota) maar ontwikkelt geen vleugels. Net als de vlo, die van de schorpioenvliegen afstamt, bezaten de voorouders van de hoofdluis vleugels maar zijn deze in de loop der evolutie weer verloren gegaan door degeneratie.
De dierluizen worden verdeeld in de bijtende luizen en de zuigende luizen, de hoofdluis behoort tot de laatste groep en is tevens de bekendste vertegenwoordiger. Naast de hoofdluis telt de groep van zuigende luizen meer dan 220 verschillende soorten waarvan er 44 inheems zijn in Nederland. De dierluizen zijn een groep van redelijk uniforme maar desondanks zeer gespecialiseerde insecten. De meeste soorten leven parasitair van het bloed van zoogdieren of vogels, de twee bekendste soorten zijn de schaamluis en de mensenluis, deze laatste soort wordt opgesplitst in twee ondersoorten; de lichaams- of kleerluis en de hoofdluis. De reden van deze bekendheid is dat deze luizen op de mens zijn gespecialiseerd en goed zijn onderzocht. De meeste op zoogdieren parasiterende luizen zijn niet zo goed onderzocht, vrijwel ieder zoogdier en vogel heeft zijn 'eigen' luis, de verschillende soorten zijn zo gespecialiseerd dat ze maar op één specifieke diersoort kunnen leven.
De kleerluis en de hoofdluis zijn niet alleen sterk aan elkaar verwant, het zijn verschillende ondersoorten van dezelfde soort; de mensenluis. Beide ondersoorten zijn anatomisch gezien hetzelfde, al wordt de kleerluis groter en heeft relatief langere antennes. De hoofdluis blijft kleiner is donkerder van kleur, ook is het chitinepantser relatief dikker. Beide ondersoorten zijn zeer sterk verwant; als een kolonie hoofdluizen op een onbehaard deel van lichaam wordt gekweekt gaan ze na enkele generaties sterker lijken op de kleerluis.

## Onderscheid met andere parasieten
De hoofdluis is gemakkelijk met andere op de mens levende parasieten te verwarren. Op de mens leven verschillende luizen, mijten, vlooien en andere ongewervelden, die ieder een eigen levenswijze kennen en een andere lichaamsstreek bewonen. Doordat de hoofdluis zich doorgaans alleen in het hoofdhaar manifesteert is de luis eenvoudig te onderscheiden van andere bloedzuigende luizen die op mensen leven. De bekendste zuigende luis, de schaamluis of platje (Phthirus pubis), heeft poten die gebouwd zijn om relatief dikke haren vast te klampen en kan zich alleen handhaven in schaamhaar, rond de anus, okselhaar en in de snor, baard, wimpers of wenkbrauwen. De sterk verwante maar veel zeldzamere kleerluis (Pediculus humanus corporis) ten slotte wordt iets groter dan de schaam- en hoofdluis en kan zich niet door sterk behaarde omgevingen verplaatsen. De kleerluis is daarom alleen aan te treffen op onbehaarde lichaamsdelen en aan de binnenzijde van kleding. Hoewel de kleerluis tegenwoordig nauwelijks meer voorkomt, is het de enige luis die ziektes kan overbrengen. Het was vroeger zelfs een belangrijke verspreider van beruchte rickettsiaire ziektes zoals de vlektyfus.
Naast mensenluizen zijn er veel meer verwante luizen die leven tussen de lichaamsbeharing van allerlei zoogdieren, zoals de hondenluis (Trichodectes canis) en de chimpanseeluis (Pediculus schaeffi). Andere zoogdieren die hun specifieke luizen hebben zijn eekhoorns, herten, muizen, paarden, schapen, geiten en zeehonden, een voorbeeld van een zeehonden-luis is de soort Lepidophthirus macrorhini. Opmerkelijk is dat de buideldieren geen gespecialiseerde luizen kennen, wat te maken heeft met het relatief jonge bestaan van deze groep. Alle genoemde zoogdierluizen vormen geen gevaar voor de mens; ze hebben zich te sterk gespecialiseerd op het leven op hun gastheer en kunnen niet overleven op de mens. Opmerkelijk is dat sommige van deze luizen zich, althans onder laboratoriumcondities, onderling kunnen voortplanten, waardoor ze als verschillende ondersoorten worden beschouwd en niet als verschillende soorten.
Een ander insect dat met zuigende luizen kan worden verward - maar hier niet aan is verwant- is de bedwants (Cimex lectularius). De bedwants zuigt ook bloed maar leeft niet op de mens. De wants houdt zich op in de omgeving van het bed om 's nachts tevoorschijn te komen om zich te voeden.
Ook de Haarfollikelmijt (Demodex folliculorum) leeft op de mens en boort zich in haarwortels en leeft van door de huid afgescheiden vetten. Deze mijt is slechts 0,1 tot 0,4 millimeter lang en is met het blote oog nauwelijks te zien. Andere parasieten op de mens die niet te verwarren zijn, zijn de schurftmijt (Sarcoptes scabiei) en de mensenvlo (Pulex irritans).

## Afbeeldingen

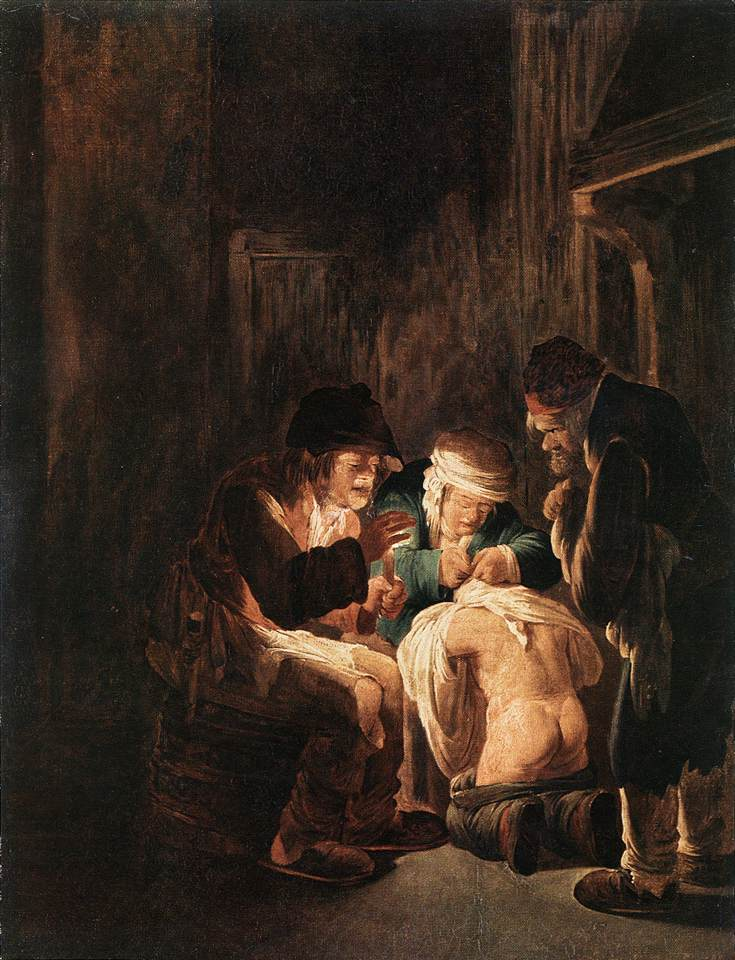
Luizen vangen bij kaarslicht (ca. 1630), Andries Both Szépművészeti Múzeum
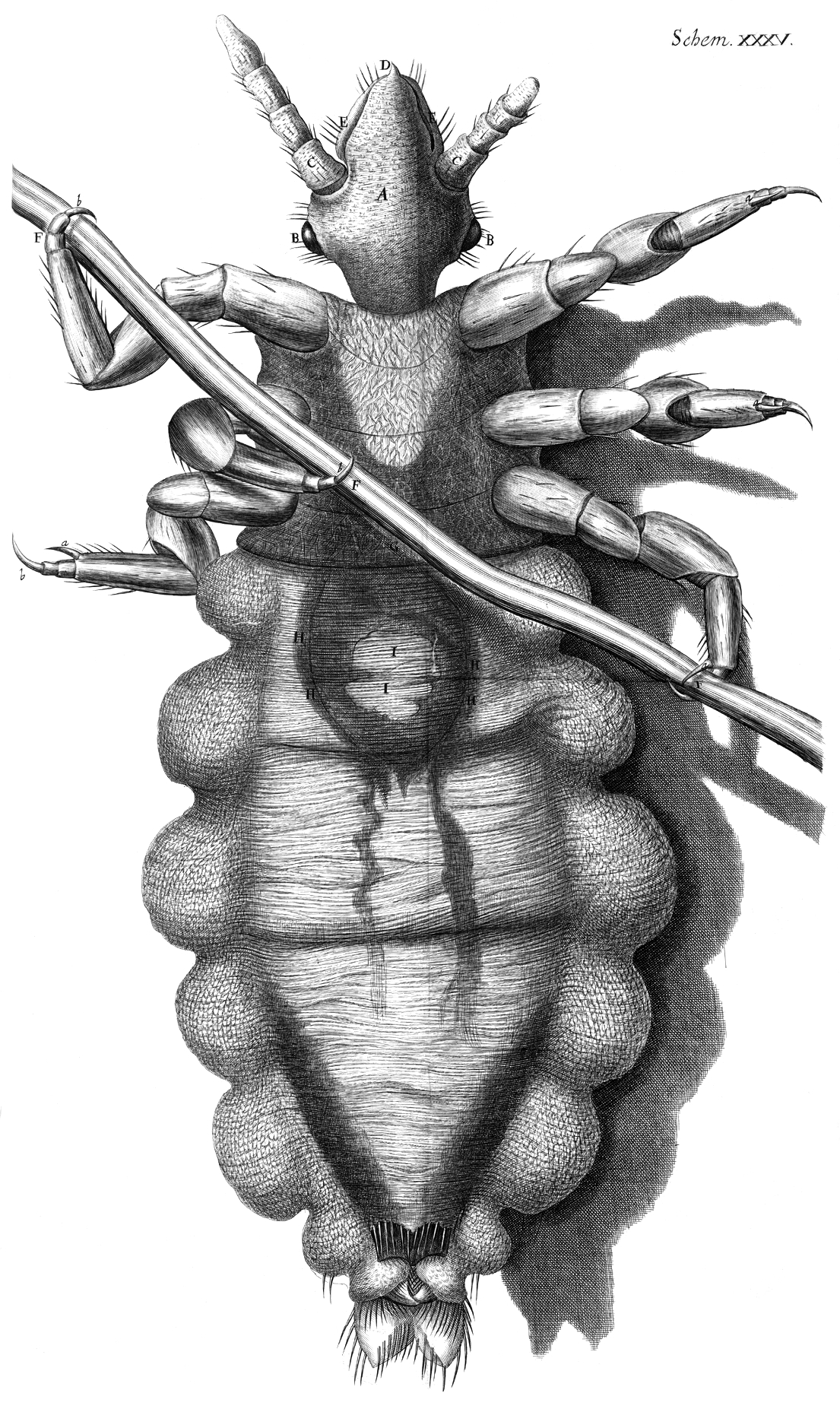
(1667), tekening door Robert Hooke
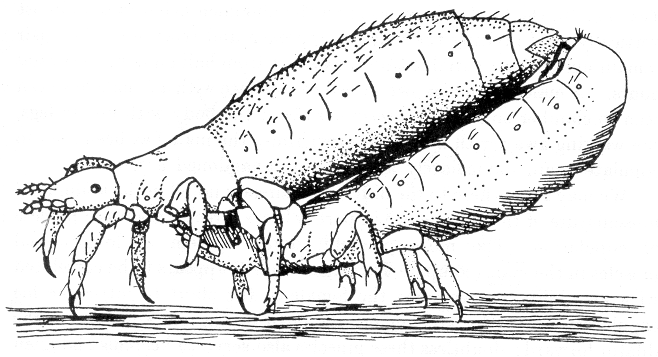
Paring van de kleerluis, tekening uit 1917
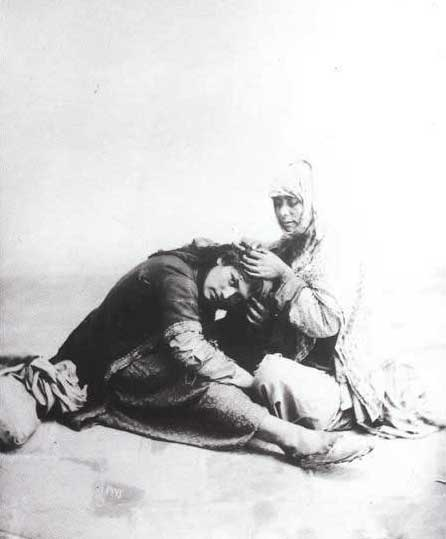
Een Iraanse vrouw wordt geluisd
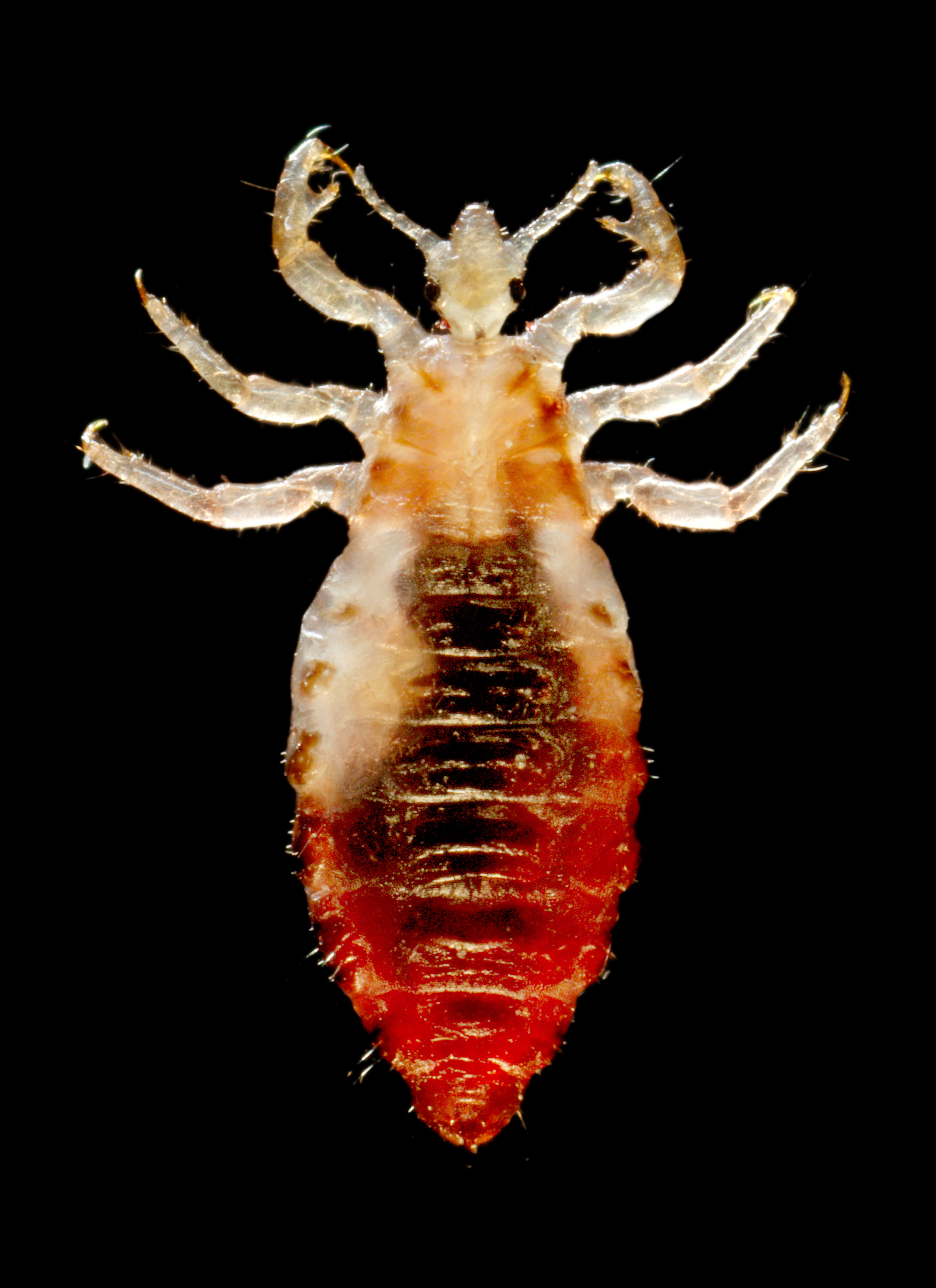
Een volgezogen exemplaar
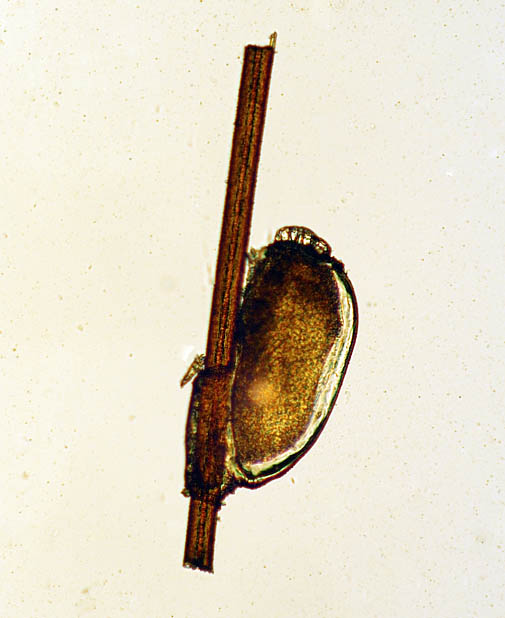
Ei of neet, goed zichtbaar is de lijmstof en het klepje bovenaan
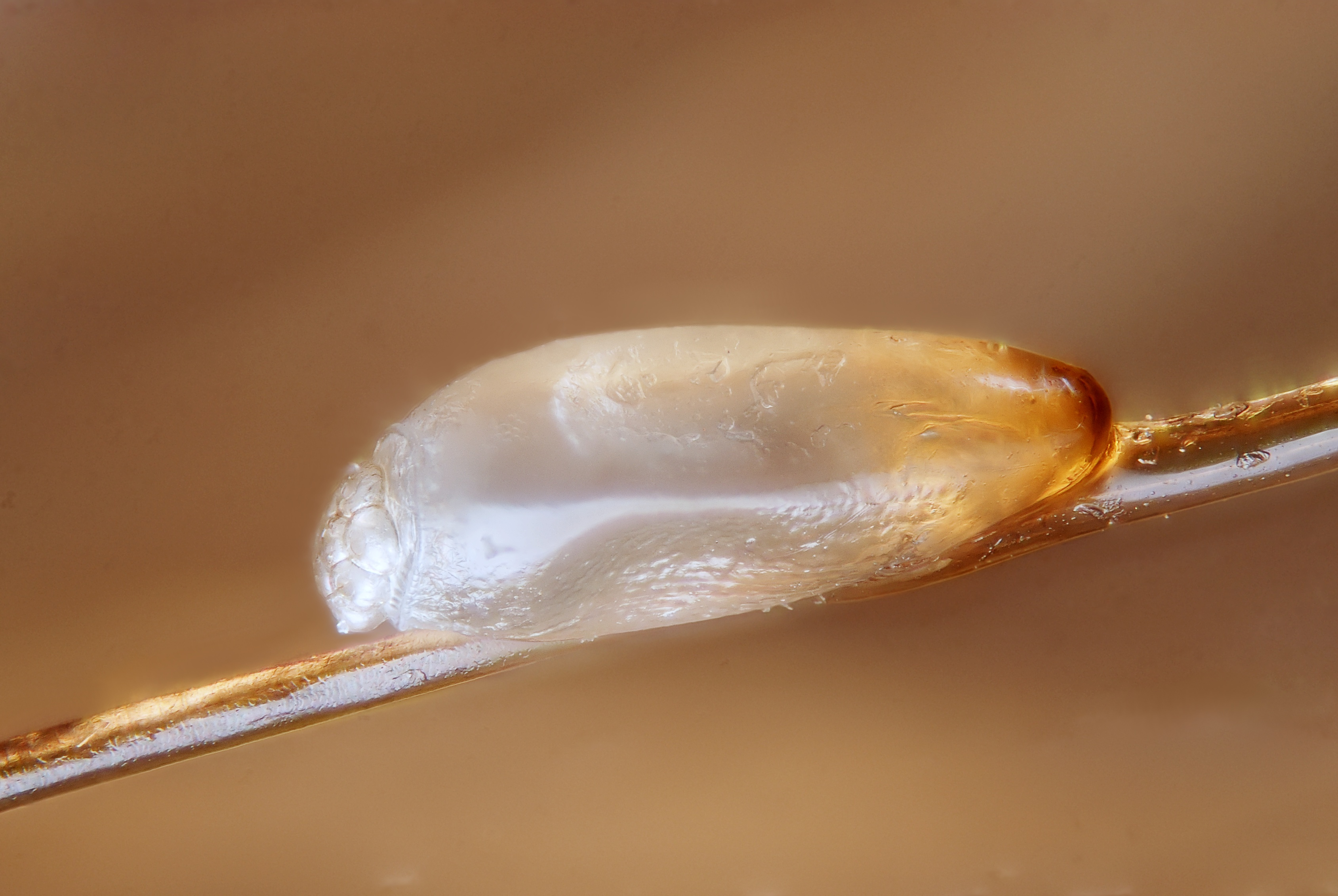
Macro-opname van ei of neet
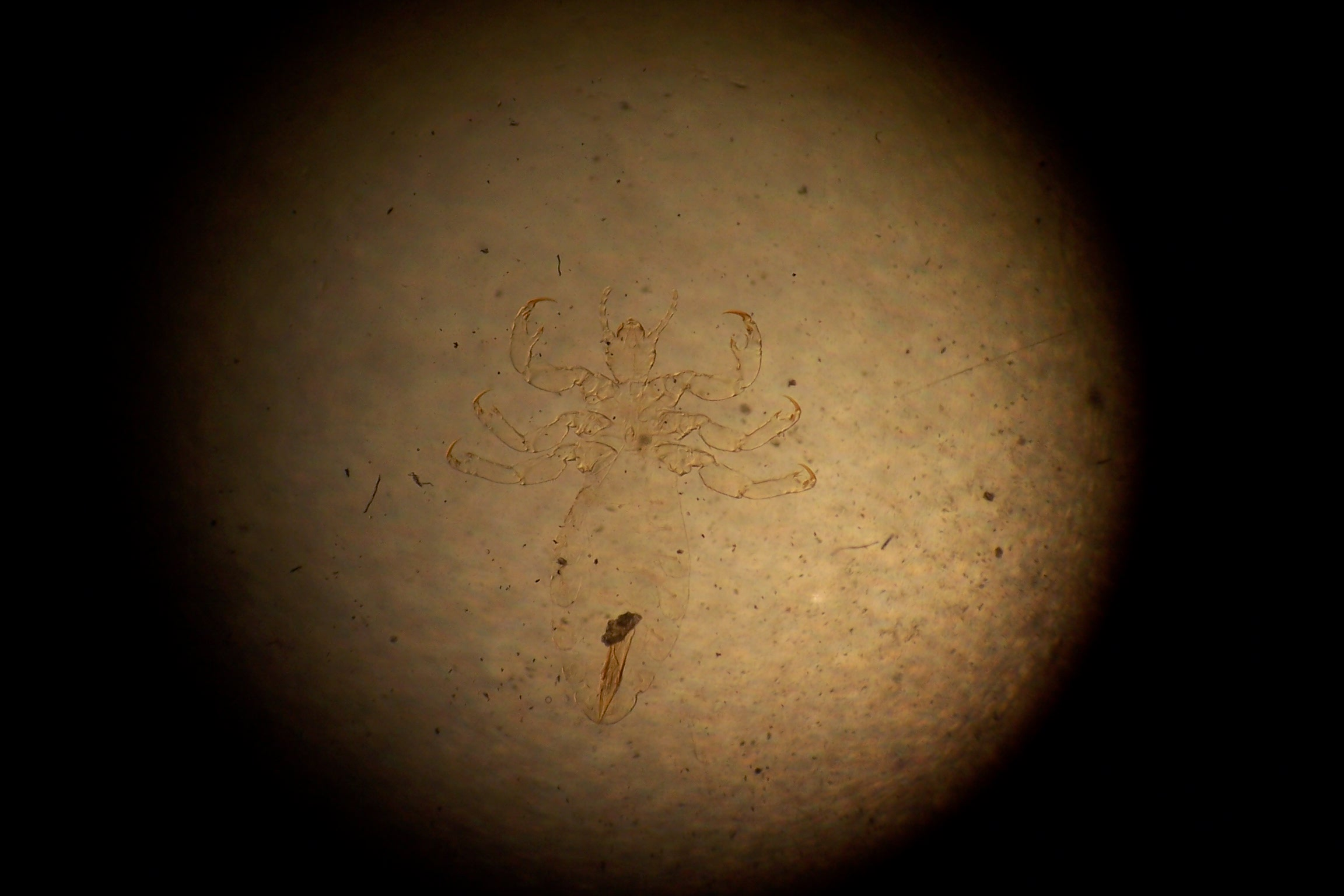
Hoofdluis onder de lichtmicroscoop
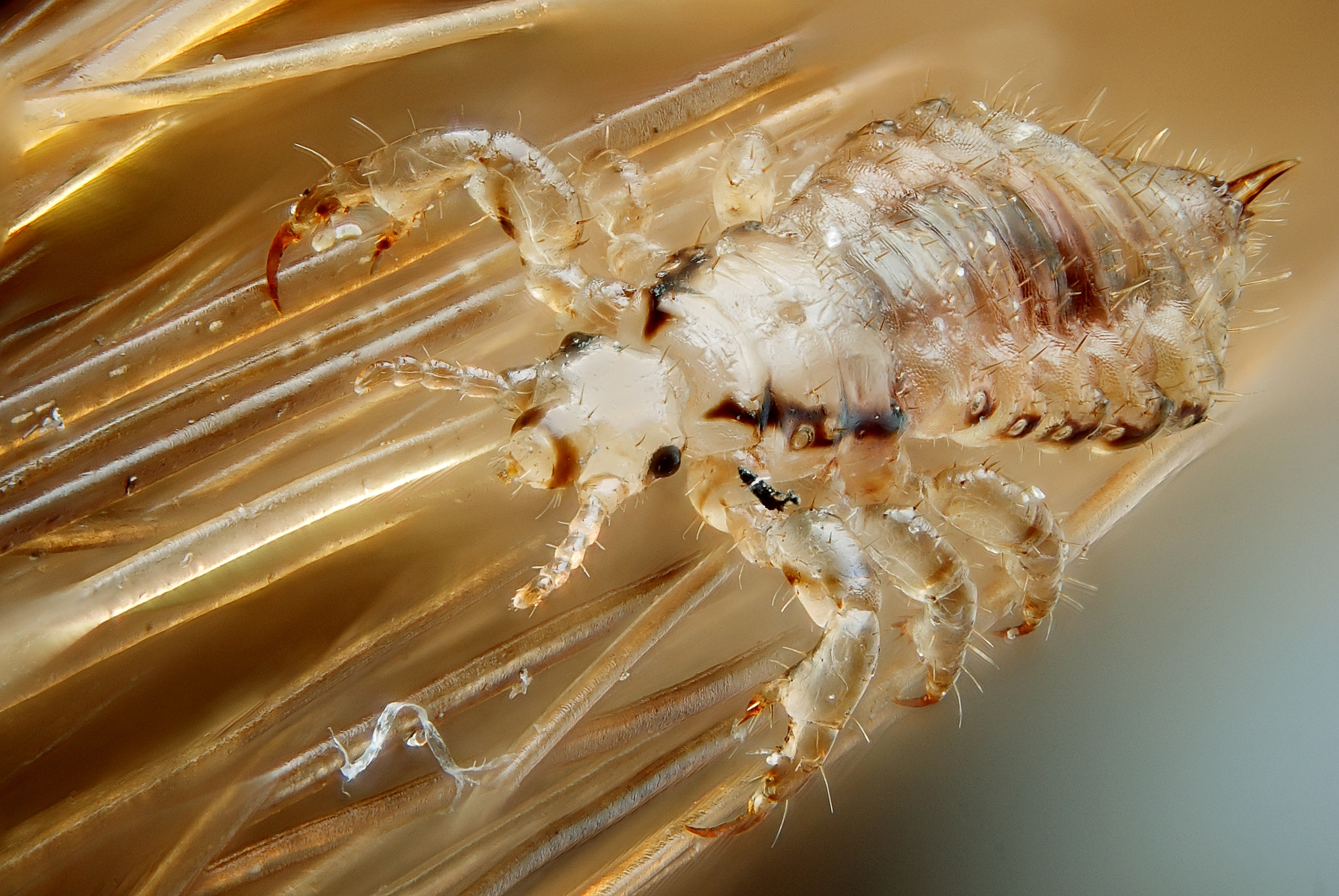
Macro-opname van een mannetje
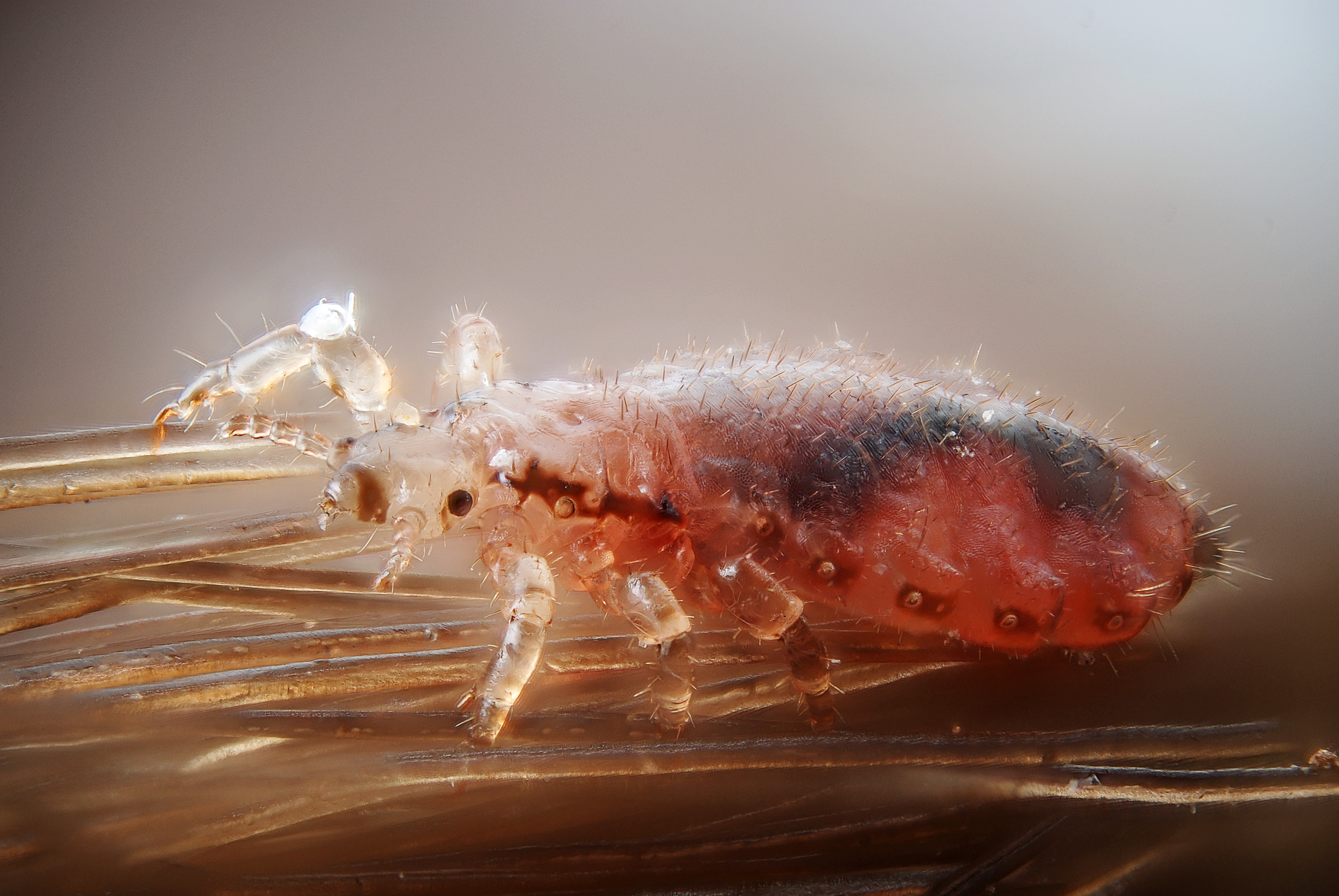
Macro-opname van een vrouwtje